# Spencer Cavendish (8e duc de Devonshire)
Pour les autres membres de la famille, voir Famille Cavendish.
Spencer Compton Cavendish, né le 23 juillet 1833 à Londres et décédé le 24 mars 1908 à Cannes, 8e duc de Devonshire, est un homme politique britannique.

## Biographie
Fils de William Cavendish (7e duc de Devonshire), il est membre de la Chambre des communes de 1857 à 1891.
Il succède à son père dans le titre de duc de Devonshire et à la Chambre des lords en 1891. Il est reçu membre au Conseil privé la même année.
Il occupa plusieurs ministères, et de 1892–1897, il est Président de la Lancashire and Cheshire Antiquarian Society.

## Mariage et vie familiale
Il épouse en 1892 Louisa Frederica Augusta von Alten, veuve de William Montagu (7e duc de Manchester). En raison de l'âge avancé du duc, le couple n'eut jamais d'enfant.

## Distinctions
- Chevalier grand-croix de l'ordre royal de Victoria

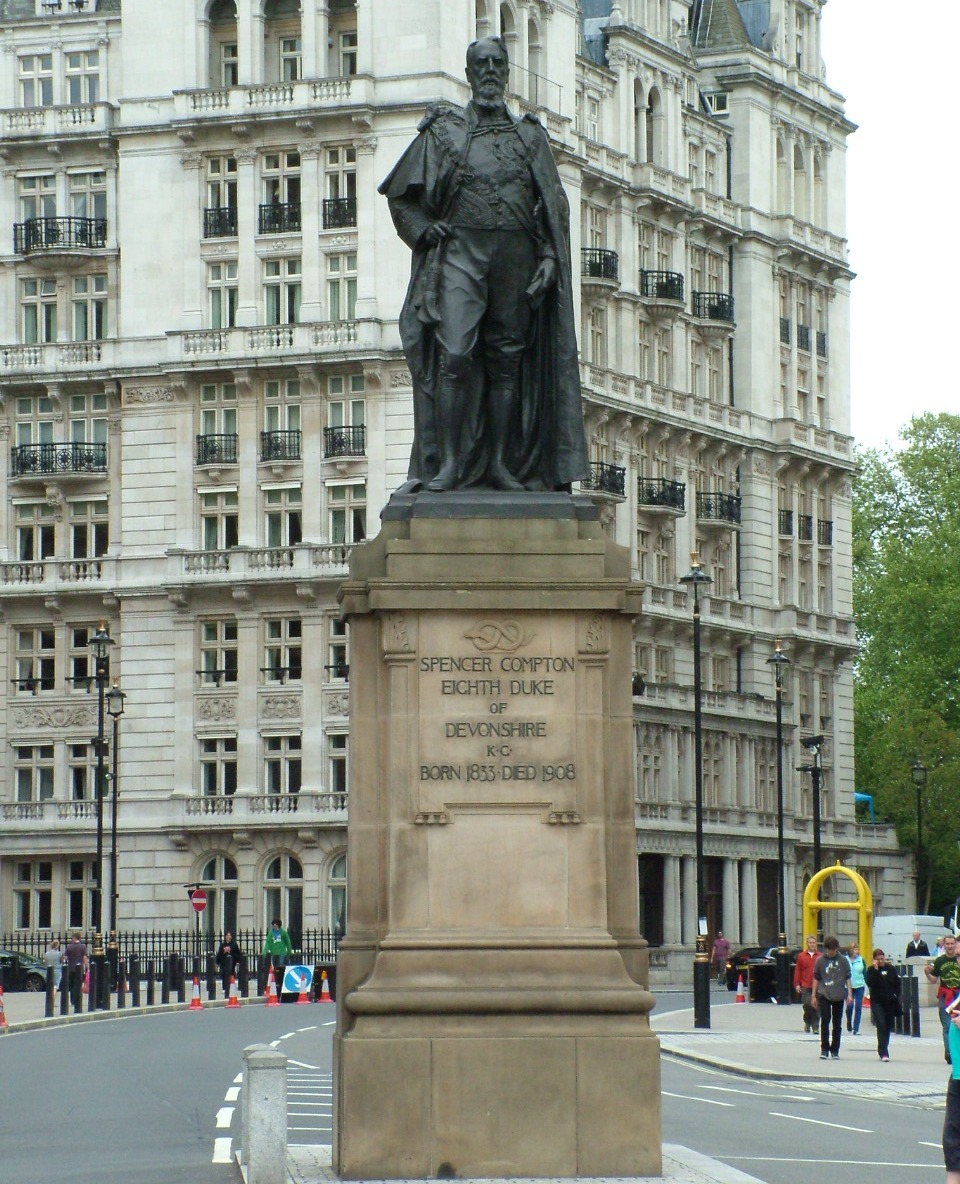
Statue du 8e duc de Devonshire à Londres.

- Ordre de la Jarretière